# Ачквіставі
Ачквіставі (груз. აჭყვისთავი) — село в Грузії.
За даними перепису населення 2014 року в селі проживає 1057 осіб.